# 常楽寺 (船橋市)
常楽寺（じょうらくじ）は、千葉県船橋市にある寺院である。

## 概要
創建時期の詳細は不明だが、境内から鎌倉時代の阿弥陀三尊板碑が発見されている。また、付近の墓地からは、南北朝時代も板碑が出土されている。なお、常楽寺は、南東向きの小高い所で海が見渡せたことから地域では「海見山」ともいわれる。

## 交通
- 京成本線東中山駅から徒歩7分